# Clossiana houri
Clossiana houri är en fjärilsart som beskrevs av Colin W. Wyatt 1961. Clossiana houri ingår i släktet Clossiana och familjen praktfjärilar. Inga underarter finns listade i Catalogue of Life.